# Estación Madou
La estación de metro de Madou se inauguró el 20 de diciembre de 1970 como parte del premetro en el Anillo Pequeño entre Madou y Porte de Namur. Con la puesta en servicio de la línea 2 del metro el 2 de octubre de 1988, se incrementaron las plataformas y se instaló la infraestructura del metro.
El nombre Madou se refiere al pintor de Bruselas Jean-Baptiste Madou, que murió y fue enterrado en su comuna de origen, a saber, Saint-Josse-ten-Noode. Su nombre también fue dado a la plaza Madou, situada sobre la estación.
Esta estación está ubicada no lejos del edificio del Parlamento Flamenco y la Cámara de Representantes de Bélgica. En las salidas de la estación siempre hay una conexión con los autobuses STIB y De Lijn. Junto al túnel de la estación de metro también se encuentra el túnel de Madou para el tráfico rodado.
En un entrepiso encima de las plataformas hay un hall de entrada a lo largo de toda la estación, que también sirve como un pequeño centro comercial.
- Datos: Q657347
- Multimedia: Madou metro station / Q657347